# Алтай (округ)
О́круг Алта́й (уйг. ئالتاي ۋىلايىتى‎, кит. упр. 阿勒泰, пиньинь Ālètài, каз. التاي ايماعى, Алтай аймағы) — округ в Или-Казахском автономном округе Синьцзян-Уйгурского автономного района КНР. Правительство размещается в городском уезде Алтай.

## История
Во времена Монгольской империи на Алтае и по Чёрному Иртышу жили кереиты (вошедшие в состав казахов, Средний жуз, кереи). В начале XV века по ним нанесли мощный удар ойраты, изгнав кереитов и включив эти земли в состав Джунгарского ханства. В середине XVIII века Джунгарское ханство было уничтожено Цинской империей, а большинство джунгаров подверглось истреблению, в результате чего эти земли обезлюдели. В конце XVIII века Кугедай-султан (сын Абулфеиза), прельщённый посулами цинских властей, поднял свой казахский род абак-кереев и привёл их на поселение в эти места. Казахи считали эту землю своей, так как здесь когда-то жили их предки-кереиты, однако осевшие с тех пор на этих землях ойраты также уже считали эти земли своими, в результате между казахами и монголами царила постоянная вражда, чем пользовалась цинская администрация для укрепления своей власти. В то время эта земля входила в основном в Кобдоский округ.
Когда в 1863—1865 годах в Синьцзяне начались восстания мусульман, то дунгане, сознавая, что на севере они значительно уступают в численности прочим национальностям, начали среди казахов агитацию о совместных действиях. Часть казахских родов поддалась уговорам и присоединилась к повстанцам, начав грабить кочевья торгоутов и монголов, которые, в результате, встали на сторону маньчжурско-китайских властей. Часть казахов, не пожелавшая примкнуть к восстанию, постаралась укрыться на территории Российской империи. Из-за внутренних противоречий дунганам и казахам не удалось создать властных структур в Тарбагатайско-Алтайском регионе, и здесь наступил период безвластия: казахи громили торгоутские и монгольские кочевья, те в свою очередь совершали опустошительные набеги на казахские аулы. Разгул бандитизма повлёк массовые жертвы и подорвал экономику края.
После ухода дунган на юг, маньчжуры и китайцы при поддержке солонов, сибинцев, торгоутов и монголов стали восстанавливать управление. Уже в 1870 году часть сибинцев, солонов и ойратов, бежавших в Россию от преследований, возвратились в Синьцзян. Сохранение этого очага маньчжурской государственности позволило России не вводить туда войска во время оккупации Илийского края.
В 1872 году временно исполняющим обязанности илийского цзянцзюня был назначен генерал Жун Цюань, который прорвался из Кобдо в Россию, и руководил подчинённой ему территорией из Семипалатинска. В его задачу входила помощь грядущему наступлению на сепаратистов армии Цзо Цзунтана и обеспечение безопасности следующих к этой армии русских караванов с продовольствием. Для этой цели он начал формировать воинские части из сибинцев, солонов и ойратов, объявил амнистию всем мятежникам-казахам, и вёл энергичную работу по привлечению в цинское подданство российских казахов.
В апреле 1876 года в Чугучак прибыл новый глава Тарбагатайского округа — Си Лунь. Он мобилизовал большое количество людей в войска, взялся за энергичное освоение пахотных земель, и начал приводить к покорности казахов. Си Лунь тайно поддерживал ойратов, продолжавших считать казахов захватчиками своих исконных земель, а также привлекал абак-кереев к разным тяжёлым повинностям, в частности к ремонту и восстановлению крепостей, разрушенных во время восстания. При этом по ходатайству Си Луня император даровал Касым-хану (внуку Кугедай-султана) наследственный титул гуна и поставил его над всеми абак-кереями на Алтае. В 1882 году Си Лунь принудил Касым-хана обратиться к императору от имени всех абак-кереев с ходатайством о покорности. Ходатайство было тут же удовлетворено, и абак-кереи стали подданными Цинской империи со всеми вытекающими отсюда последствиями (к примеру, они теперь не могли откочёвывать в Россию). Казахи были разделены на 8 волостей, 4 из которых находились на Алтае и в долине Чёрного Иртыша.
В связи с трудностью контроля над кочевниками из Кобдо, в 1907 году из подчинённых Кобдо урянхайских земель был выделен Алтайский округ (阿尔泰区域), управляющий которым разместился в новой крепости, построенной на месте монастыря Шара-Сумэ (китайское название — Чэнхуасы). В ведение округа передавалось 13 уккурдайств казахов с 12 тысячами семей, 7 хошунов урянхайцев (600 семей), 4 хошуна калмыков-торгоутов (650 семей), 2 хошуна захчинов (200 семей).
Когда в конце 1911 года Синьцзяна достигли известия о Синьхайской революции, то 25 декабря Илийский революционный комитет начал вооружённое восстание. Когда известие о победе революции в Илийском крае достигло Алтайского округа, то в Шара-Сумэ удалось предотвратить выступление гарнизона в поддержку маньчжуров. В феврале 1912 года стало известно о падении монархии и установлении в Китае республики. Кобдосский торгоутский князь Тохто (Тохтохо), пользовавшийся поддержкой российских дипломатов, попытался объединить под своей властью Илийский, Тарбагатайский и Алтайский округа и присоединить их к Монголии. Захвативший власть в Синьцзяне Ян Цзэнсинь перебросил для борьбы с торгоутско-монгольскими сепаратистами дунганские войска. Воспользовавшись старыми счётами между казахами и монголами, Ян Цзэнсинь привлёк на свой сторону абак-кереев. Однако в мае 1912 года губернатором Алтайского округа был назначен торгоутский князь Палта, который окончательно разорил казахов. После того, как 3 ноября 1912 года в Урге было подписано монгольско-российское соглашение (в монгольском варианте — договор), обозначавшее признание Монголии отдельной страной, Ян Цзэсинь и Палта бросили в 1913 году абак-кереев в набег на Кобдо. Неудача этого набега и боязнь ответных репрессий со стороны монголов привела к началу массовой откочёвки казахов на юг.
В 1914 году губернатором Алтайского округа стал Лю Чанбин, который попытался ликвидировать передачу власти в уккурдайствах по наследству. Деятельность Лю Чанбина вызвала недовольство со стороны феодальной знати и ускорила откочёвку казахов; Алтай покинуло около четверти казахских семей. В 1914 году случилось беспрецедентное: впервые за много лет казахские, урянхайские и торгоутские феодалы не приехали поздравить Лю Чанбина и других представителей администрации с праздником Нового года; более того, кочевники стали проявлять открытое неповиновение и даже враждебность к китайской власти.
В 1919 году округ был преобразован в административную единицу «Горноалтайский регион» (阿山道) и переведён в состав провинции Синьцзян. После Гражданской войны в России часть разбитых белогвардейских войск Бакича отступила в Синьцзян. В 1921 году по согласованию с китайскими властями для окончательного разгрома белогвардейцев на территорию Синьцзяна вступили советские войска, и войска Бакича стали отступать в направлении Алтая. Не зная, что советские войска не намерены вступать на территорию Алтайского округа, 10 июня войска Бакича подошли к Шара-Сумэ. Губернатор Алтайского округа отказался впустить русских беженцев в город, и Бакич приказал начать осаду. 13 июня гарнизон бежал, предварительно разграбив город, и войска Бакича вошли в него без единого выстрела. В Шара-Сумэ Бакич провёл два с половиной месяца, пока в сентябре не подошли советские войска, которым те белогвардейцы, кто не захотел убежать, сдались в плен.
В 1942 году синьцзянским губернатором Шэн Шицаем были казнены вождь абак-кереев алтайский губернатор Шарипхан Кугедаев, а также сменивший его на посту губернатора Букат Мамиев. В результате весной 1942 года на Алтае восстали казахи. Восставшие  объединились с батыром Оспаном. Оспана провозгласили ханом в Чингильском уезде. В 1943 году на Алтае сформировались пять партизанских отрядов, которые повели планомерную борьбу против гоминьдановских гарнизонов в алтайских крепостях; командовал ими Далелхан Сугурбаев. Подавляющее большинство бойцов ушло от Оспана к Далельхану и он, потеряв влияние и силу, «ханствовал» в Чингильской долине, не принимая участия в боевых действиях. В июле 1944 года партизаны Далельхана Сугурбаева попытались взять город Алтай, но неудачно. После этого Далельхан перебросил часть партизан под крепость Сарытогай, но её взять тоже не смог. Тем не менее, партизанам удалось взять контроль над дорогами и прервать связь Алтая с Урумчи. Успехи партизан Далельхана обеспокоили Оспана и его окружение, поэтому он начал переговоры с гоминьдановскими гарнизонами Кёктокая и Чингиля, пообещав не препятствовать их уходу в Урумчи в случае добровольной сдачи крепостей. Гоминьдановцы приняли предложение, и передали крепости Оспану.
15 ноября 1944 года была провозглашена Восточно-Туркестанская Революционная республика. В 1945 году армия Восточно-Туркестанской республики начала поход на север. После того, как капитулировал Бурчун, в осаждённом партизанами Алтае началась паника. 5 сентября 1945 года объединённые силы восточно-туркестанской бригады Ф. И. Лескина и партизан Далельхана начали бои в предместьях города Алтай, оставив выход на север в сторону МНР. По этому пути гарнизон и бежал, угодив в засаду, после чего сдался в плен во главе с губернатором округа. Так как первыми в город ворвались отряды партизан, ранее участвовавших в грабежах под руководством Оспана, то они тут же начали грабёж мирного населения, и Лескину с Далельханом пришлось применить оружие против своих недавних союзников ради наведения порядка. На территории округа Алтай утвердилась власть Восточно-Туркестанской республики. Генералиссимус Чан Кайши выступил по радио и объявил о признании за «Революционной базой 3-х округов» права на «местную автономию», призвав начать переговоры с целью создания единого коалиционного правительства в Синьцзяне. Предложение было принято.
На волне эйфории от побед правительство Восточно-Туркестанской республики назначило Оспана губернатором Алтайского округа. Возглавивший коалиционное правительство Синьцзяна генерал Чжан Чжичжун начал тайно поставлять Оспану оружие и военное имущество, и уже в апреле 1946 Оспан разорвал отношения с правительством Восточно-Туркестанской республики, а в ноябре отдельные его отряды начали боевые столкновения с войсками Восточно-Туркестанской республики на Алтае. В феврале 1947 года Оспан совершил набег на Алтайский округ, разорил некоторые населённые пункты и учинил грабёж мирного населения. Войска Восточно-Туркестанской республики нанесли поражение Оспану, и он откатился в восточную часть Алтая в урочище Байтык на территорию, контролируемую гоминьдановцами. Там он впоследствии встретился с американским вице-консулом Дугласом Маккернаном, пообещавшим Оспану поддержку в создании собственного государства на Алтае.
В сентябре 1947 года отряды Оспана (1.500 сабель) и Калибека (900 сабель) совершили налёт на Алтайский округ, пройдя с востока на запад до города Алтай и дальше до Тарбагатайского округа. Генерал Далельхан собрал в кулак казахские эскадроны, призвал народ в ополчение и нанёс по бандам удар, отбросив их на восток за демаркационную линию. В ноябре банды попытались повторить набег, но были отбиты. После этого, собрав семьи некоторых сторонников, Оспан покинул Байтык и ушёл в восточный район хребта Богдо-Шань.
В 1949 году состоялось вхождение Синьцзяна в состав КНР. В 1954 году Госсоветом КНР был создан Или-Казахский автономный округ, и данная территория стала Алтайским специальным районом (阿勒泰专区) в его составе. В 1979 году Алтайский специальный район был преобразован в Алтайский округ. Решением Госсовета КНР от 28 декабря 2011 года Бэйтунь был выделен из состава городского уезда Алтай в отдельный городской уезд, подчинённый непосредственно правительству Синьцзян-Уйгурского автономного района.

## Население
Согласно переписи населения 2000 года, в округе проживает 561,7 тыс. чел.
Национальный состав (2000)
| Народ   | Численность | Доля    |
| ------- | ----------- | ------- |
| Казахи  | 288 612     | 51,38 % |
| Китайцы | 229 894     | 40,93 % |
| Хуэйцзу | 22 166      | 3,95 %  |
| Уйгуры  | 10 068      | 1,79 %  |

## Административное деление
Округ Алтай делится на 1 городской уезд, 6 уездов:
|   |                |                    |           |               |                     |                           |                   |                        |               |                            |
| # | Статус         | Название           | Иероглифы | Пиньинь       | Уйгурский язык      | Уйгурский язык (латиница) | Казахский язык    | Население (2003 прим.) | Площадь (км²) | Плотность населения (/км²) |
| 1 | Городской уезд | Алтай              | 阿勒泰市  | Ālètài shì    | ئالتاي شەھىرى       | Altay Shehiri             | Алтай қаласы      | 230,000                | 10,852        | 21                         |
| 2 | Уезд           | Бурчун             | 布尔津县  | Bù'ěrjīn xiàn | بۇرچىن ناھىيىسى     | Burchin Nahiyisi          | Буыршын ауданы    | 70,000                 | 10,369        | 7                          |
| 3 | Уезд           | Кёктокай (Фуюнь)   | 富蕴县    | Fùyùn xiàn    | كوكتوقاي ناھىيىسى   | Koktokay Nahiyisi         | Көктоғай ауданы   | 90,000                 | 32,327        | 3                          |
| 4 | Уезд           | Бурултокай (Фухай) | 福海县    | Fúhǎi xiàn    | بۇرۇلتوقاي ناھىيىسى | Burultoqay Nahiyisi       | Бурылтоғай ауданы | 70,000                 | 33,319        | 2                          |
| 5 | Уезд           | Каба (Хабахэ)      | 哈巴河县  | Hābāhé xiàn   | قابا ناھىيىسى       | Qaba Nahiyisi             | Қаба ауданы       | 80,000                 | 8,186         | 10                         |
| 6 | Уезд           | Чингиль (Цинхэ)    | 青河县    | Qīnghé xiàn   | چىڭگىل ناھىيىسى     | Chinggil Nahiyisi         | Шіңгіл ауданы     | 60,000                 | 15,790        | 4                          |
| 7 | Уезд           | Зимунай            | 吉木乃县  | Jímùnǎi xiàn  | جېمىنەي ناھىيىسى    | Jéminey Nahiyisi          | Жеменей ауданы    | 40,000                 | 7,145         | 6                          |

## Главы

### Секретари
- Чжан Янь

### Губернаторы
1. Арыстан Ғалымұлы
2. Маукен Сеиткамзаулы
3. Айтжанұлы Сабыр
4. Талгат Усен
5. Қадан Кабен
6. Айдын Төлеуханұлы
7. Жүніс Қадысұлы

## Экономика
Округ Алтай славится своими горнолыжными курортами (включая Кёктокай), а также конным и пешим туризмом.

## Транспорт
В декабре 2020 года открылась 419-километровая пассажирско-грузовая железная дорога «Афучжунь» (Алтай  — Фуюнь — Чжуньдун).
Важное значение в области экспортно-импортных операций имеет автомобильный КПП Такешикен.